# Elezioni regionali in Emilia-Romagna del 2024
Le elezioni regionali in Emilia-Romagna del 2024 si sono tenute domenica 17 e lunedì 18 novembre per eleggere il Consiglio regionale e il Presidente della giunta regionale dell'Emilia-Romagna. Sono state le seste elezioni regionali del 2024, in concomitanza con le elezioni regionali in Umbria, e le seconde elezioni anticipate in Emilia-Romagna dopo quelle del 2014.
Le elezioni sono state indette in anticipo rispetto alla naturale scadenza della legislatura regionale, prevista per il 2025, in seguito alle dimissioni del Presidente uscente, Stefano Bonaccini, a causa della sua elezione a europarlamentare nelle elezioni europee dello stesso anno.
Le elezioni sono state vinte da Michele De Pascale, sostenuto dalla coalizione fra centro-sinistra e Movimento 5 Stelle, con il 56,77% dei voti, davanti ad Elena Ugolini, candidata della coalizione di centro-destra, che ha invece ottenuto il 40,07% dei voti. De Pascale ha prevalso in tutte le circoscrizioni provinciali della regione, tranne quella di Piacenza, in cui invece Ugolini è risultata la candidata più votata.
L'affluenza alle urne si è attestata al 46,42%, secondo peggior risultato regionale dopo quello delle elezioni del 2014 (in cui si registrò il 37,71% di affluenza).

## Contesto
Alle ultime elezioni regionali, svoltesi nel gennaio 2020, la coalizione di centro-sinistra, con il candidato presidente Stefano Bonaccini (PD), aveva vinto con il 51,42% dei voti validi, davanti alla coalizione di centro-destra che esprimeva come candidata Lucia Borgonzoni (Lega) che aveva ottenuto il 43,63% dei voti.
In seguito alla elezione di Bonaccini ad europarlamentare nelle elezioni europee dello stesso anno, poiché le due cariche sono incompatibili tra loro, il Presidente dell'Emilia-Romagna uscente ha presentato le dimissioni il 12 luglio 2024. Di conseguenza, la Vice-Presidente della regione, Irene Priolo, ha assunto le funzioni di Bonaccini fino all'elezione della nuova Assemblea. A partire dal 22 settembre dello stesso anno, Priolo ha rivestito anche il ruolo di commissario straordinario per gli interventi urgenti resi necessari dall'alluvione che aveva colpito la regione in quel mese.

## Data delle elezioni
Le elezioni, inizialmente previste per il 2025, sono state indette anticipatamente per il 17–18 novembre 2024 dalla Presidente facente funzioni dell'Emilia Romagna in accordo con il presidente della Corte d'appello di Bologna. A settembre (entro 60 giorni dalla data del voto), Priolo emanerà il decreto di proclamazione delle elezioni, così come previsto dalla legge regionale.
| Data           | Evento                                                                                  |
| -------------- | --------------------------------------------------------------------------------------- |
| 12 luglio      | Stefano Bonaccini si dimette da Presidente della giunta regionale dell'Emilia-Romagna.  |
| 17 luglio      | La Presidente facente funzioni Irene Priolo annuncia le elezioni per il 17–18 novembre. |
| 17–18 novembre | Elezioni domenica dalle ore 7 alle ore 23 e lunedì dalle ore 7 alle ore 15.             |

## Legge elettorale
La legge elettorale è stabilita dalla legge regionale statutaria nº 21 del 23 luglio 2014, entrata in vigore in vista delle elezioni regionali dello stesso anno. L'Assemblea legislativa dell'Emilia-Romagna è composta da 50 membri, incluso il presidente regionale. La legge prevede un unico turno, e la scheda di voto prevede sia il voto diretto per il candidato presidente, sia il voto di lista, ovvero la possibilità di esprimere una o due preferenze all'interno della lista prescelta, indicando il cognome dei candidati (o nome e cognome, in caso di omonimia). Nel caso in cui si esprimano due preferenze, queste devono essere di genere diverso (per un uomo e per una donna, o viceversa); in caso contrario, la seconda preferenza viene annullata, e resta valida solo la prima. Il voto esclusivo per una lista collegata a un candidato presidente si intende espresso anche a favore di tale candidato. È possibile, inoltre, votare per una lista e per un candidato presidente non collegati fra loro ("voto disgiunto", art. 10).
È eletto Presidente della Regione il candidato che ottiene la maggioranza, anche solo relativa, dei voti validi; viene inoltre riservato un seggio al candidato presidente non eletto classificatosi al secondo posto. Alle liste collegate al presidente eletto viene eventualmente assegnato un premio di maggioranza, pari a quattro seggi nel caso in cui la coalizione abbia ottenuto più di 24 seggi attraverso la quota proporzionale − con gli altri cinque ripartiti fra le liste avversarie − o a nove seggi nel caso in cui ne avesse ottenuti 24 o meno; vale inoltre la "clausola di garanzia", che assegna una quota di seggi aggiuntiva alla coalizione che, non avendo ottenuto almeno il 40% dei voti validi, non avesse raggiunto i 27 seggi (art. 13, comma 2). La legge prevede anche una soglia di sbarramento sia per le liste uniche (del 3%), sia per le liste a sostegno di un candidato presidente che abbia ottenuto almeno il 5% dei voti.

### Circoscrizioni elettorali

Mappa delle circoscrizioni elettorali al momento delle elezioni

Il territorio della Regione Emilia-Romagna è ripartito in circoscrizioni elettorali corrispondenti alle rispettive province. L'Assemblea legislativa dell'Emilia-Romagna è composta da 50 membri, compreso il seggio del Presidente regionale. Ai sensi dell'articolo 3 della legge elettorale, quattro quinti dei consiglieri regionali, pari a 40 su 50 seggi, sono eletti con sistema proporzionale, sulla base di liste provinciali; un altro seggio è riservato al candidato presidente vincitore, mentre i restanti nove seggi vengono assegnati con un sistema maggioritario, venendo ripartiti fra i gruppi di liste a supporto del Presidente eletto e alle liste non associate, in proporzioni diverse a seconda del risultato ottenuto dalla coalizione vincitrice. La ripartizione dei seggi tra le circoscrizioni è effettuata dividendo il numero degli abitanti della regione per il numero dei seggi da ripartire all'interno delle circoscrizioni provinciali, assegnando i seggi in proporzione alla popolazione di ogni circoscrizione, sulla base dei quozienti interi e dei più alti resti. La popolazione è determinata in base ai risultati dell'ultimo censimento generale, sostituito, a partire dal 2018, con il censimento permanente della popolazione.
Con decreto del Presidente della giunta regionale del 26 settembre 2024, n.134, è stata determinata l'assegnazione di 40 dei 50 seggi per le singole circoscrizioni. I restanti seggi sono stati assegnati a seguito delle elezioni.
| Circoscrizioni | Popolazione al 31 dicembre 2021 | Quoziente regionale: 110 634 | Quoziente regionale: 110 634 | Seggi assegnati |
| Circoscrizioni | Popolazione al 31 dicembre 2021 | Quozienti interi             | Resti                        | Seggi assegnati |
| --- | ------------------------------- | ---------------------------- | ---------------------------- | --------------- |
| Bologna | 1 010 812                       | 9                            | 15 106                       | 9               |
| Ferrara | 339 573                         | 3                            | 7 671                        | 3               |
| Forlì-Cesena | 391 293                         | 3                            | 59 391*                      | 4               |
| Modena | 701 751                         | 6                            | 37 947                       | 6               |
| Parma | 448 916                         | 4                            | 6 380                        | 4               |
| Piacenza | 283 435                         | 2                            | 62 167*                      | 3               |
| Ravenna | 385 631                         | 3                            | 53 729                       | 3               |
| Reggio-Emilia | 525 586                         | 4                            | 83 050*                      | 5               |
| Rimini | 338 369                         | 3                            | 6 467                        | 3               |
| Emilia-Romagna | 4 425 366                       | 37                           | 331 908                      | 40              |
| *Sono contraddistinti da un asterisco i resti più alti che hanno comportato l'assegnazione di un ulteriore seggio alla circoscrizione. |                                 |                              |                              |                 |

### Modalità di voto
Gli elettori residenti nel territorio regionale, ma affetti da gravi infermità tali da impedire loro di recarsi al seggio, possono votare a domicilio, facendo richiesta al sindaco del proprio comune di residenza, inviando il proprio indirizzo di residenza, un recapito telefonico, una copia della propria tessera elettorale e un certificato medico della propria ASL di riferimento. Gli elettori con difficoltà motorie (non vedenti, amputati delle mani, o affetti da paralisi o da altro impedimento di analoga gravità) hanno diritto all'assistenza di un accompagnatore di fiducia per esprimere il proprio voto. Gli elettori non deambulanti possono votare presso qualsiasi sezione elettorale del proprio Comune che non presenti barriere architettoniche.
I degenti e il personale di assistenza di ospedali e case di cura possono votare nel luogo di ricovero, se iscritti nelle liste elettorali di uno dei comuni della Regione ove è ubicata la struttura in cui si trovano, presentando una richiesta ufficiale al sindaco del proprio comune di residenza. Sono state previste agevolazioni economiche sulle reti di trasporto ferroviario (Trenitalia, Italo e Trenord) e marittimo (CIN, Grimaldi, SNS, NLG), nonché sulla rete autostradale (AISCAT), per gli elettori residenti in un'altra regione o all'estero, previa presentazione del proprio documento di riconoscimento e della propria tessera elettorale.

## Candidati presidente e liste

### Coalizione tra centro-sinistra e M5S
Il 12 luglio 2024, la direzione regionale del Partito Democratico ha approvato ufficialmente la candidatura di Michele De Pascale, fino a quel momento sindaco di Ravenna, nonché segretario provinciale del partito e presidente dell'UPI. De Pascale è stato sostenuto da cinque liste: Partito Democratico, Movimento 5 Stelle, Alleanza Verdi e Sinistra, Emilia-Romagna Futura - Riformisti per De Pascale, e dalla lista civica Civici con De Pascale Presidente.

### Coalizione di centro-destra
L'8 luglio 2024, Elena Ugolini, fino a quel momento preside degli istituti paritari Malpighi di Bologna, e in precedenza commissario straordinario dell'Istituto INVALSI e sottosegretaria del MIUR, ha annunciato la propria candidatura alle elezioni regionali. Pur avendo iniziato la propria campagna da indipendente, Ugolini ha in seguito ricevuto il sostegno ufficiale di quattro liste: Fratelli d'Italia, Lega, Forza Italia e dalla lista civica, Rete Civica - Elena Ugolini Presidente. Inoltre, ha ricevuto il sostegno esterno di Unione di Centro, Alternativa Popolare e Indipendenza!.

### Emilia-Romagna per la Pace, l'Ambiente e il Lavoro
Il 6 settembre 2024, Potere al Popolo!, Partito Comunista Italiano e Partito della Rifondazione Comunista hanno annunciato la candidatura congiunta di Federico Serra, lavoratore nelle cooperative sociali e sindacalista dell'Unione Sindacale di Base, sostenuto dalla lista comune "Emilia-Romagna per la Pace, l'Ambiente e il Lavoro".

### Lealtà, Coerenza, Verità
Il 22 ottobre 2024, Luca Teodori, fondatore del Movimento anti-vaccinista 3V (che però non ha appoggiato la sua candidatura) ed ex esponente della Lega Nord a Ferrara, ha annunciato la propria candidatura al ruolo di presidente regionale per la lista unica "Lealtà, Coerenza, Verità". La lista è sostenuta anche dai movimenti Ancora Italia, Insieme Liberi, Vita e Movimento per l'Italexit.

## Campagna elettorale

### Dibattiti
| Data                                                     | Luogo                                                    | Organizzatori                                            | Link                                                     | Partecipanti | Partecipanti | Partecipanti | Partecipanti | Fonti  |
| P Presente A Assente invitato NI Non invitato I Invitato | P Presente A Assente invitato NI Non invitato I Invitato | P Presente A Assente invitato NI Non invitato I Invitato | P Presente A Assente invitato NI Non invitato I Invitato | De Pascale   | Ugolini      | Serra        | Teodori      | Fonti  |
| -------------------------------------------------------- | -------------------------------------------------------- | -------------------------------------------------------- | -------------------------------------------------------- | ------------ | ------------ | ------------ | ------------ | ------ |
| 22 settembre 2024                                        | Parma                                                    | Open                                                     | Resoconto                                                | P            | P            | NI           | NI           | [ 41 ] |
| 8 ottobre 2024                                           | Castelfranco Emilia                                      | Confagricoltura Emilia                                   | Resoconto                                                | P            | P            | NI           | NI           | [ 42 ] |
| 15 ottobre 2024                                          | Rimini                                                   | CNA                                                      | Video                                                    | P            | P            | P            | NI           | [ 43 ] |
| 18 ottobre 2024                                          | Savhotel, Bologna                                        | UIL Emilia Romagna                                       | Resoconto                                                | P            | P            | NI           | NI           | [ 44 ] |
| 14 novembre 2024                                         | Teatro Duse, Bologna                                     | Il Resto del Carlino                                     | Resoconto                                                | P            | P            | NI           | NI           | [ 45 ] |

## Sondaggi

### Candidati presidente
| Data              | Istituto                | Committente             | Campione                | Margine di errore       | De Pascale | De Pascale | Ugolini | Serra | Teodori | Distacco |
| Data              | Istituto                | Committente             | Campione                | Margine di errore       | CSX        | M5S        | CDX     | Serra | Teodori | Distacco |
| ----------------- | ----------------------- | ----------------------- | ----------------------- | ----------------------- | ---------- | ---------- | ------- | ----- | ------- | -------- |
| 15 ottobre 2024   | BiDiMedia               | Citynews                | 1000                    | ±3.2%                   | 55,9       | 55,9       | 42,5    | 1,6   | –       | 13,4     |
| 15 settembre 2024 | Youtrend                | Comitato De Pascale     | 1008                    | ±3.1%                   | 56,8       | 56,8       | 43,2    | –     | –       | 13,6     |
| 22 agosto 2024    | Noto sondaggi           | Comitato Ugolini        | 1000                    | –                       | 52,0       | 52,0       | 44,0    | –     | –       | 8,0      |
| 26 gennaio 2020   | Elezioni regionali 2020 | Elezioni regionali 2020 | Elezioni regionali 2020 | Elezioni regionali 2020 | 51,42      | 3,47       | 43,63   | 1,47  | –       | 11,26    |

### Liste elettorali
| Data              | Istituto                | Committente             | Campione                | Margine di errore       | CSX - M5S - SX | CSX - M5S - SX | CSX - M5S - SX | CSX - M5S - SX | CSX - M5S - SX | CSX - M5S - SX | CDX   | CDX  | CDX  | CDX      | PaP - PCI - PRC | LCV | Distacco |
| Data              | Istituto                | Committente             | Campione                | Margine di errore       | PD             | AVS            | M5S            | ERF            | CDP            | IV             | LSP   | FdI  | FI   | RC - EUP | PaP - PCI - PRC | LCV | Distacco |
| ----------------- | ----------------------- | ----------------------- | ----------------------- | ----------------------- | -------------- | -------------- | -------------- | -------------- | -------------- | -------------- | ----- | ---- | ---- | -------- | --------------- | --- | -------- |
| 15 ottobre 2024   | BiDiMedia               | Citynews                | 1000                    | ±3.2%                   | 35,7           | 6,7            | 5,1            | 3,0            | 3,4            | 1,8            | 6,1   | 24,7 | 5,6  | 6,5      | 1,4             | –   | 11,0     |
| 15 settembre 2024 | Youtrend                | Comitato De Pascale     | 1008                    | ±3.1%                   | 35,1           | 6,0            | 6,5            | –              | –              | 1,6            | 6,8   | 29,3 | 6,0  | –        | –               | –   | 5,8      |
| 26 gennaio 2020   | Elezioni regionali 2020 | Elezioni regionali 2020 | Elezioni regionali 2020 | Elezioni regionali 2020 | 34,69          | 5,72           | 4,74           | –              | –              | –              | 31,95 | 8,59 | 2,56 | –        | 1,21            | –   | 2,74     |

## Affluenza
Il corpo elettorale per le elezioni del 17 e del 18 novembre 2024 era di 3 580 529 elettori, distribuiti su 4 529 sezioni (comprese quelle ospedaliere), di cui: 816 520 residenti nella Città metropolitana di Bologna, 282 939 nella Provincia di Ferrara, 317 036 nella Provincia di Forlì-Cesena, 555 519 nella Provincia di Modena, 361 860 nella Provincia di Parma, 231 334 nella Provincia di Piacenza, 308 916 nella Provincia di Ravenna, 420 425 nella Provincia di Reggio Emilia, 285 980 nella Provincia di Rimini.
L'affluenza alle urne si è attestata al 46,42%, secondo peggior risultato regionale dopo quello delle elezioni del 2014 (in cui si registrò il 37,71% di affluenza).
| Circoscrizioni | Affluenza | Affluenza | Affluenza | Affluenza | Elezioni 2020 | Variazione |
| Circoscrizioni | Domenica  | Domenica  | Domenica  | Lunedì    | Elezioni 2020 | Variazione |
| Circoscrizioni | 12:00     | 19:00     | 23:00     | 15:00     | Elezioni 2020 | Variazione |
| -------------- | --------- | --------- | --------- | --------- | ------------- | ---------- |
| Bologna        | 13,06%    | 35,12%    | 40,58%    | 51,66%    | 70,94%        | 19,28%     |
| Ferrara        | 11,12%    | 28,98%    | 32,90%    | 43,12%    | 65,60%        | 22,48%     |
| Forlì-Cesena   | 11,18%    | 30,20%    | 34,64%    | 45,50%    | 67,54%        | 22,04%     |
| Modena         | 11,55%    | 31,61%    | 36,60%    | 47,20%    | 69,12%        | 21,92%     |
| Parma          | 10,14%    | 27,88%    | 32,21%    | 42,70%    | 64,07%        | 21,37%     |
| Piacenza       | 10,87%    | 27,39%    | 31,56%    | 41,49%    | 62,91%        | 21,42%     |
| Ravenna        | 13,14%    | 33,72%    | 38,52%    | 49,72%    | 69,71%        | 19,99%     |
| Reggio Emilia  | 11,57%    | 30,66%    | 35,25%    | 45,44%    | 67,97%        | 22,53%     |
| Rimini         | 8,95%     | 25,80%    | 30,17%    | 40,73%    | 63,54%        | 22,81%     |
| Emilia-Romagna | 11,57%    | 31,03%    | 35,77%    | 46,42%    | 67,67%        | 21,25%     |

## Risultati
|                                                                 | Michele De Pascale ✔️ Presidente                                | 922 150                                                         | 56,77 | Partito Democratico                                | 641 704   | 42,94 | 27 |  |  |
| Alleanza Verdi e Sinistra                                       | Michele De Pascale ✔️ Presidente                                | 922 150                                                         | 56,77 | 79 236                                             | 5,30      | 3     |    |  |  |
| Civici, con De Pascale Presidente                               | Michele De Pascale ✔️ Presidente                                | 922 150                                                         | 56,77 | 57 400                                             | 3,84      | 2     |    |  |  |
| Movimento 5 Stelle                                              | Michele De Pascale ✔️ Presidente                                | 922 150                                                         | 56,77 | 53 075                                             | 3,55      | 1     |    |  |  |
| Riformisti Emilia-Romagna Futura                                | Michele De Pascale ✔️ Presidente                                | 922 150                                                         | 56,77 | 25 729                                             | 1,72      | –     |    |  |  |
| Seggio del presidente                                           | Seggio del presidente                                           | Seggio del presidente                                           | 56,77 | 1                                                  |           |       |    |  |  |
| Totale liste                                                    | Michele De Pascale ✔️ Presidente                                | 922 150                                                         | 56,77 | 857 144                                            | 57,36     | 34    |    |  |  |
|                                                                 | Elena Ugolini                                                   | 650 935                                                         | 40,07 | Fratelli d'Italia                                  | 354 833   | 23,74 | 11 |  |  |
| Forza Italia - Noi Moderati                                     | Elena Ugolini                                                   | 650 935                                                         | 40,07 | 83 998                                             | 5,62      | 2     |    |  |  |
| Lega per Salvini Premier - Il Popolo della Famiglia             | Elena Ugolini                                                   | 650 935                                                         | 40,07 | 78 734                                             | 5,27      | 1     |    |  |  |
| Rete Civica - Elena Ugolini Presidente                          | Elena Ugolini                                                   | 650 935                                                         | 40,07 | 76 988                                             | 5,15      | 1     |    |  |  |
| Seggio assegnato al candidato presidente classificatosi secondo | Seggio assegnato al candidato presidente classificatosi secondo | Seggio assegnato al candidato presidente classificatosi secondo | 40,07 | 1                                                  |           |       |    |  |  |
| Totale liste                                                    | Elena Ugolini                                                   | 650 935                                                         | 40,07 | 594 553                                            | 39,79     | 16    |    |  |  |
|                                                                 | Federico Serra                                                  | 31 483                                                          | 1,94  | Emilia-Romagna per la Pace, l'Ambiente e il Lavoro | 27 337    | 1,83  | –  |  |  |
|                                                                 | Luca Teodori                                                    | 19 831                                                          | 1,22  | Lealtà Coerenza Verità - Luca Teodori              | 15 341    | 1,03  | –  |  |  |
| Totale                                                          | Totale                                                          | 1 624 399                                                       | 100   |                                                    | 1 494 375 | 100   | 50 |  |  |
|                                                                 |                                                                 |                                                                 |       |                                                    |           |       |    |  |  |
| Schede bianche                                                  | Schede bianche                                                  | 10 781                                                          | 0,65  |                                                    |           |       |    |  |  |
| Schede nulle                                                    | Schede nulle                                                    | 24 772                                                          | 1,48  |                                                    |           |       |    |  |  |
| Votanti                                                         | Votanti                                                         | 1 669 042                                                       | 46,67 |                                                    |           |       |    |  |  |
| Elettori                                                        | Elettori                                                        | 3 576 451                                                       |       |                                                    |           |       |    |  |  |

1. ↑  Lista assente nelle circoscrizioni di Ravenna e Piacenza.

## Consiglieri eletti
Di seguito sono riportati i 48 consiglieri eletti nelle liste, elencati per circoscrizione. A questi si aggiungono il presidente eletto, Michele De Pascale (del Partito Democratico) e la prima dei candidati presidente non eletti, Elena Ugolini (Indipendente), che in quanto tale ha ottenuto un seggio da consigliera. L'elenco tiene nota dei candidati eletti prima dell'ufficializzazione della giunta regionale: i consiglieri nominati nella giunta sono poi stati sostituiti dai candidati non eletti, secondo gli scorrimenti dei listini di preferenze.
| Consigliere           | Consigliere         | Consigliere               | Lista                                         | Preferenze                                    | Circoscrizione                                |
| --------------------- | ------------------- | ------------------------- | --------------------------------------------- | --------------------------------------------- | --------------------------------------------- |
|                       |                     | Michele De Pascale        | Eletto come Presidente della Giunta Regionale | Eletto come Presidente della Giunta Regionale | Eletto come Presidente della Giunta Regionale |
| Isabella Conti        | Partito Democratico | 19 414                    | Bologna                                       |                                               |                                               |
| Irene Priolo          | Partito Democratico | 16 818                    | Bologna                                       |                                               |                                               |
| Raffaele Donini       | Partito Democratico | 11 661                    | Bologna                                       |                                               |                                               |
| Maurizio Fabbri       | Partito Democratico | 11 486                    | Bologna                                       |                                               |                                               |
| Fabrizio Castellari   | Partito Democratico | 7 604                     | Bologna                                       |                                               |                                               |
| Paolo Calvano         | Partito Democratico | 5 628                     | Ferrara                                       |                                               |                                               |
| Marcella Zappaterra   | Partito Democratico | 5 561                     | Ferrara                                       |                                               |                                               |
| Daniele Valbonesi     | Partito Democratico | 9 455                     | Forlì-Cesena                                  |                                               |                                               |
| Valentina Ancarani    | Partito Democratico | 8 685                     | Forlì-Cesena                                  |                                               |                                               |
| Francesca Lucchi      | Partito Democratico | 7 352                     | Forlì-Cesena                                  |                                               |                                               |
| Gian Carlo Muzzarelli | Partito Democratico | 13 522                    | Modena                                        |                                               |                                               |
| Maria Costi           | Partito Democratico | 11 876                    | Modena                                        |                                               |                                               |
| Luca Sabattini        | Partito Democratico | 8 321                     | Modena                                        |                                               |                                               |
| Ludovica Ferrari      | Partito Democratico | 5 049                     | Modena                                        |                                               |                                               |
| Barbara Lori          | Partito Democratico | 10 068                    | Parma                                         |                                               |                                               |
| Andrea Massari        | Partito Democratico | 10 043                    | Parma                                         |                                               |                                               |
| Matteo Daffadà        | Partito Democratico | 6 726                     | Parma                                         |                                               |                                               |
| Luca Quintavalla      | Partito Democratico | 5 897                     | Piacenza                                      |                                               |                                               |
| Lodovico Albasi       | Partito Democratico | 3 596                     | Piacenza                                      |                                               |                                               |
| Eleonora Proni        | Partito Democratico | 8 852                     | Ravenna                                       |                                               |                                               |
| Niccolò Bosi          | Partito Democratico | 5 813                     | Ravenna                                       |                                               |                                               |
| Alessio Mammi         | Partito Democratico | 18 394                    | Reggio Emilia                                 |                                               |                                               |
| Elena Carletti        | Partito Democratico | 13 482                    | Reggio Emilia                                 |                                               |                                               |
| Andrea Costa          | Partito Democratico | 6 398                     | Reggio Emilia                                 |                                               |                                               |
| Anna Fornili          | Partito Democratico | 5 952                     | Reggio Emilia                                 |                                               |                                               |
| Alice Parma           | Partito Democratico | 9 668                     | Rimini                                        |                                               |                                               |
| Emma Petitti          | Partito Democratico | 8 719                     | Rimini                                        |                                               |                                               |
|                       | Simona Larghetti    | Alleanza Verdi e Sinistra | 2 972                                         | Bologna                                       |                                               |
| Paolo Trande          | 2 290               | Alleanza Verdi e Sinistra | Modena                                        |                                               |                                               |
| Paolo Burani          | 1 640               | Alleanza Verdi e Sinistra | Reggio Emilia                                 |                                               |                                               |
|                       | Giovanni Gordini    | Civici con De Pascale     | 2 093                                         | Bologna                                       |                                               |
| Vincenzo Paldino      | 1 837               | Civici con De Pascale     | Modena                                        |                                               |                                               |
|                       | Lorenzo Casadei     | Movimento 5 Stelle        | 473                                           | Bologna                                       |                                               |

| Consigliere           | Consigliere                      | Consigliere       | Lista                            | Preferenze                       | Circoscrizione                   |
| --------------------- | -------------------------------- | ----------------- | -------------------------------- | -------------------------------- | -------------------------------- |
|                       |                                  | Elena Ugolini     | Eletta come seconda classificata | Eletta come seconda classificata | Eletta come seconda classificata |
| Marco Mastacchi       | Rete Civica - Ugolini Presidente | 2 428             | Bologna                          |                                  |                                  |
|                       | Marta Evangelisti                | Fratelli d'Italia | 15 928                           | Bologna                          |                                  |
| Francesco Sassone     | 5 887                            | Fratelli d'Italia |                                  | Bologna                          |                                  |
| Alessandro Balboni    | 4 068                            | Fratelli d'Italia | Ferrara                          |                                  |                                  |
| Luca Pestelli         | 5 349                            | Fratelli d'Italia | Forlì-Cesena                     |                                  |                                  |
| Annalisa Arletti      | 7 764                            | Fratelli d'Italia | Modena                           |                                  |                                  |
| Ferdinando Pulitanò   | 6 371                            | Fratelli d'Italia | Modena                           |                                  |                                  |
| Priamo Bocchi         | 4 887                            | Fratelli d'Italia | Parma                            |                                  |                                  |
| Giancarlo Tagliaferri | 7 539                            | Fratelli d'Italia | Piacenza                         |                                  |                                  |
| Alberto Ferrero       | 3 183                            | Fratelli d'Italia | Ravenna                          |                                  |                                  |
| Alessandro Aragona    | 3 098                            | Fratelli d'Italia | Reggio Emilia                    |                                  |                                  |
| Nicola Marcello       | 6 702                            | Fratelli d'Italia | Rimini                           |                                  |                                  |
|                       | Valentina Castaldini             | Forza Italia      | 2 926                            | Bologna                          |                                  |
| Pietro Vignali        | 7 870                            | Forza Italia      | Parma                            |                                  |                                  |
|                       | Tommaso Piazza                   | Lega              | 2 924                            | Parma                            |                                  |

### Annotazioni
1. 1 2  Include membri di Coalizione Democrazia Solidale.[23]
2. 1 2  Include membri di Coalizione Civica e Possibile.[24]
3. 1 2  Include membri di Azione, Partito Socialista Italiano, Partito Repubblicano Italiano, +Europa e Radicali Italiani.[25]
4. 1 2  Include membri di Italia Viva e Volt.[25][26]
5. ↑  Include membri del Popolo della Famiglia.[31]
6. ↑  Include membri di Noi moderati.[25]
7. ↑  Include candidati di Rifondazione Comunista, Potere al Popolo! e PCI.
8. ↑  Lista sostenuta da Ancora Italia, Insieme Liberi, Vita e Movimento per l’Italexit.

1. 1 2  Sondaggio condotto tra l’8 e l’11 ottobre.
2. 1 2  Numero totale di contatti: 1632. Campione ponderato per voto pregresso e costituito da elettori maggiorenni residenti in Emilia-Romagna e disaggregati per provincia di residenza, genere, istruzione, età, condizione lavorativa ed ampiezza del comune di residenza. Affluenza stimata: 52-58%. Indecisi: 22% del campione. Metodologia: CAWI.
3. 1 2  Sondaggio condotto tra il 2 e il 6 settembre.
4. ↑  Campione costituito da elettori maggiorenni residenti in Emilia-Romagna e disaggregati per genere, età, titolo di studio e provincia di residenza. Indecisi e astenuti: 48,8% del campione. Metodologia: CATi, CAMi, CAWI.
5. ↑  Sondaggio effettuato a fine giugno 2024.
6. ↑  Campione costituito da elettori residenti in Emilia-Romagna e disaggregati per genere, età e area di residenza. Indecisi: 31% del campione. Metodologia: CATi, CAMi, CAWI.
7. ↑  Dato cumulativo di Laura Bergamini, Marta Collot e Stefano Lugli.
8. ↑  Indecisi e astenuti: 38,7% del campione.
9. ↑  Dato cumulativo delle liste Emilia-Romagna Coraggiosa Ecologista e Progressista e Europa Verde.
10. ↑  Dato cumulativo delle liste Partito Comunista, Potere al Popolo! e L'Altra Emilia-Romagna.
11. ↑  I dati presenti nella colonna si riferiscono alla chiusura dei seggi alle ore 23:00, in quanto le precedenti elezioni si sono svolte nel solo giorno di domenica.

### Fonti
1. ↑   In Emilia-Romagna al voto il 17-18 novembre, intesa sulla data delle elezioni regionali fra la presidente Priolo e il presidente della Corte d’Appello di Bologna, Drigani, su notizie.regione.emilia-romagna.it, Regione Emilia-Romagna, 17 luglio 2024. URL consultato il 19 luglio 2024.
2. 1 2   Paolo Rosato, Data elezioni regionali in Emilia Romagna: quando si vota, su ilrestodelcarlino.it, Il Resto del Carlino, 17 luglio 2024. URL consultato il 19 luglio 2024.
3. ↑   Federico Gonzato e Lorenzo Ruffino, Guida alle elezioni regionali in Emilia-Romagna, su Pagella Politica, 13 novembre 2024. URL consultato il 17 novembre 2024.
4. ↑   Stefano Bonaccini ha annunciato ufficialmente che lascerà la carica di presidente dell'Emilia-Romagna, in seguito all'elezione a europarlamentare, su Il Post, 26 giugno 2024. URL consultato il 19 luglio 2024.
5. 1 2 3 4   Bonaccini ha firmato le dimissioni da presidente dell'E-R, su ansa.it, ANSA, 12 luglio 2024. URL consultato il 19 luglio 2024.
6. 1 2 3   Michele de Pascale è il nuovo presidente dell'Emilia-Romagna, su Il Post, 18 novembre 2024. URL consultato il 19 novembre 2024.
7. ↑   Elezioni in Emilia Romagna, Michele de Pascale è il nuovo presidente con il 56,77% dei voti, su gazzettadimodena.it, Gazzetta di Modena, 18 novembre 2024. URL consultato il 19 novembre 2024.
8. ↑   Enrico Agnessi, Tutti i risultati provincia per provincia alle elezioni in Emilia Romagna, su ilrestodelcarlino.it, Il Resto del Carlino, 19 novembre 2024. URL consultato il 19 novembre 2024.
9. 1 2 3   Lorenzo Ruffino, I risultati delle elezioni in Emilia-Romagna, in quattro grafici e due mappe, su Pagella Politica, 19 novembre 2024. URL consultato il 19 novembre 2024.
10. 1 2 3 4   Regionali, al voto il 17 e 18 novembre, su ANSA, 18 luglio 2024.
11. ↑   La presidente della regione Irene Priolo è stata nominata commissaria per l’alluvione in Emilia-Romagna, su www.editorialedomani.it, Domani, 22 settembre 2024. URL consultato il 22 settembre 2024.
12. 1 2 3 4 5 6 7   LEGGE REGIONALE 23 luglio 2014, n. 21 - NORME PER L'ELEZIONE DELL'ASSEMBLEA LEGISLATIVA E DEL PRESIDENTE DELLA GIUNTA REGIONALE, su demetra.regione.emilia-romagna.it, Regione Emilia-Romagna. URL consultato il 3 novembre 2024.
13. 1 2 3 4 5 6 7 8 9 10   Francesco Baraldi, Elezioni Regionali, come vengono eletti il Presidente e il 50 consiglieri in Emilia-Romagna, su ModenaToday, 14 ottobre 2024. URL consultato il 3 novembre 2024.
14. 1 2   Federico Gonzato e Lorenzo Ruffino, Guida alle elezioni regionali in Emilia-Romagna, su Pagella Politica, 13 novembre 2024. URL consultato il 13 novembre 2024.
15. 1 2 3 4   Decreto del Presidente n. 134 del 26 settembre 2024 - Pubblicato sul BUR n. 309 del 2 ottobre 2024, su bur.regione.emilia-romagna.it, Regione Emilia-Romagna, 2 ottobre 2024. URL consultato il 3 novembre 2024.
16. ↑   Voto a domicilio, su www.regione.emilia-romagna.it, Regione Emilia-Romagna. URL consultato il 3 novembre 2024.
17. ↑   Voto accompagnato, su www.regione.emilia-romagna.it, Regione Emilia-Romagna. URL consultato il 3 novembre 2024.
18. ↑   Voto degli elettori non deambulanti, su www.regione.emilia-romagna.it, Regione Emilia-Romagna. URL consultato il 3 novembre 2024.
19. ↑   Voto in ospedale, seggi volanti e speciali, su www.regione.emilia-romagna.it, Regione Emilia-Romagna. URL consultato il 3 novembre 2024.
20. ↑   Agevolazioni di viaggio, su www.regione.emilia-romagna.it, Regione Emilia-Romagna. URL consultato il 3 novembre 2024.
21. ↑   Paolo Rosato, Michele De Pascale candidato Pd a presidente dell’Emilia Romagna: è ufficiale, su ilrestodelcarlino.it, Il Resto del Carlino, 12 luglio 2024. URL consultato il 19 luglio 2024.
22. 1 2   Il sindaco di Ravenna Michele De Pascale è il candidato del PD per le elezioni regionali in Emilia-Romagna, su Il Post, 13 luglio 2024. URL consultato il 19 luglio 2024.
23. ↑   Eleonora Capelli, Michele Testoni di Demos in lista col Pd: "Ho cominciato a fare politica in parrocchia", su la Repubblica, 16 novembre 2024. URL consultato il 16 novembre 2024.
24. ↑   Nicola Maria Servillo, Alleanza Verdi e Sinistra, Coalizione Civica e Possibile. Ecco i candidati a Bologna, su BolognaToday, 18 ottobre 2024. URL consultato il 2 novembre 2024.
25. 1 2 3 4 5   Rosalba Carbutti, Passante a Bologna, Ugolini e de Pascale: "Si deve fare". Il no di Serra: "Inutile colata di cemento", su Il Resto del Carlino, 28 ottobre 2024. URL consultato il 31 ottobre 2024.
26. ↑   Regionali: chi sono i candidati della lista 'Civici con De Pascale Presidente', su BolognaToday, 28 ottobre 2024. URL consultato il 2 novembre 2024.
27. 1 2 3   Silvia Bignami, Regionali, ecco come si vota il 17 e 18 novembre per scegliere il presidente dell’Emilia-Romagna, su la Repubblica, 7 novembre 2024. URL consultato il 10 novembre 2024.
28. ↑   Paolo Ferrario, Scuola. La preside: così ho convinto prof e alunni a mettere i cellulari nel cassetto, su avvenire.it, Avvenire, 20 settembre 2020. URL consultato il 19 luglio 2024.
29. 1 2 3   Francesco Moroni, Candidati elezioni regionali in Emilia Romagna, Ugolini scende in campo: “È il momento di riavvicinare tutti alla politica”, su ilrestodelcarlino.it, Il Resto del Carlino, 8 luglio 2024. URL consultato il 19 luglio 2024.
30. ↑   Schlein su De Pascale: “Contenti di proporlo come candidato in Emilia Romagna”. Via libera del M5S, su ilrestodelcarlino.it, Il Resto del Carlino, 13 luglio 2024. URL consultato il 19 luglio 2024.
31. 1 2   Popolo della Famiglia in festa a Marina. Tra gli ospiti Vannacci e Alemanno, in RavennaToday, 15 settembre 2024. URL consultato il 20 settembre 2024.
32. ↑   Massimo Ferraro, Regionali Emilia-Romagna, il centrodestra sostiene la candidatura di Elena Ugolini, su Open, 25 luglio 2024. URL consultato il 1º agosto 2024.
33. ↑   Francesco Moroni, Elena Ugolini, chi è la candidata del centrodestra alle elezioni in Emilia Romagna, su ilrestodelcarlino.it, Il Resto del Carlino, 25 luglio 2024. URL consultato l'8 agosto 2024.
34. ↑   Regionali, il centrodestra arruola Alternativa popolare del sindaco di Terni Bandecchi, su ilsole24ore.com, Il Sole 24 Ore, 15 settembre 2024.
35. ↑   Spunta un terzo candidato alle Regionali in Emilia Romagna: chi è Federico Serra, su ilrestodelcarlino.it, Il Resto del Carlino, 6 settembre 2024. URL consultato il 7 settembre 2024.
36. ↑   ELEZIONI REGIONALI 2024: la posizione di 3V, su movimento3v.it, 25 ottobre 2024.
37. ↑   Il candidato presidente "antisistema" in Emilia-Romagna, l'intervista a Luca Teodori, su ModenaToday. URL consultato il 5 novembre 2024.
38. ↑   Un quarto candidato presidente per l'Emilia-Romagna, è l'anti-sistema Luca Teodori, su ModenaToday, 22 ottobre 2024. URL consultato il 2 novembre 2024.
39. ↑   COMUNICATO STAMPA - La Confederazione politica nazionale INSIEME LIBERI sostiene in Emilia Romagna la lista “Lealtà Coerenza Verità”., su facebook.com. URL consultato il 25 novembre 2024.
40. 1 2   Movimento per L'Italexit e Vita: Un appello per l'unità del dissenso nelle elezioni regionali!, su youtube.com, 2 novembre 2024. URL consultato il 25 novembre 2024 (archiviato il 25 novembre 2024).
41. ↑   Massimo Ferraro, Al Festival di Open il primo faccia a faccia tra Ugolini e De Pascale per il post Bonaccini in Emilia-Romagna, su Open, 9 agosto 2024. URL consultato il 3 settembre 2024.
42. ↑   Paolo Rosato, Ambientalisti, post alluvione e manutenzione dei fiumi: botta e risposta fra De Pascale e Ugolini, su ilrestodelcarlino.it, 8 ottobre 2024. URL consultato l'8 ottobre 2024.
43. ↑   Michele Maestroni, Regionali Emilia-Romagna, i tre candidati sul palco del Cna: ecco com'è andato il dibattito | VIDEO, su BolognaToday, 15 ottobre 2024. URL consultato il 2 novembre 2024.
44. ↑   Giovanni Di Caprio, Botta e risposta tra de Pascale e Ugolini su alluvione e sanità al confronto Uil, su ilrestodelcarlino.it, Il Resto del Carlino, 18 ottobre 2024. URL consultato il 31 ottobre 2024.
45. ↑   Francesco Moroni, Elezioni Emilia-Romagna, duello fra i candidati: faccia a faccia col Carlino, su ilrestodelcarlino.it, Il Resto del Carlino, 13 ottobre 2024. URL consultato il 31 ottobre 2024.
46. 1 2   L'Emlia-Romagna al voto: a Bologna 816mila alle urne, su BolognaToday, 4 novembre 2024. URL consultato il 10 novembre 2024.
47. ↑   Ministero dell'interno, Votanti Regionali Emilia-Romagna, su elezioni.interno.gov.it, Ministero dell'interno. URL consultato il 17 novembre 2024.
48. ↑   Come sarà formata la nuova Assemblea regionale e chi ne farà parte, su BolognaToday, 19 novembre 2024. URL consultato il 19 novembre 2024.
49. 1 2   Eletti in Regione Emilia Romagna: la lista completa, su ilrestodelcarlino.it, Il Resto del Carlino, 19 novembre 2024. URL consultato il 19 novembre 2024.
50. 1 2 3 4   Assemblea legislativa ER. Lembi, Critelli e Arduini nuovi consiglieri Pd: subentrano a Priolo, Conti e Mammi, assessori nella giunta de Pascale, su RavennaNotizie.it, 10 gennaio 2025. URL consultato il 10 gennaio 2025.
51. ↑  Sostituita da Francesco Critelli in seguito alla sua nomina nella giunta regionale.
52. ↑  Sostituita da Simona Lembi in seguito alla sua nomina nella giunta regionale.
53. ↑  Sostituito da Maria Laura Arduini in seguito alla sua nomina nella giunta regionale.